# Алексеев, Борис Иванович
Алексеев Борис Иванович (14 мая 1902, Тогаево, Чебоксарский уезд, Казанская губерния — 15 июля 1996, Москва) — советский юрист; работник военной прокуратуры, генерал-майор юстиции (13.02.1943)

## Биография
Родился 14 мая 1902 года в с. Тогаево. Русский. Отец и мать были сельские учителя. Учился в Козьмодемьянской мужской гимназии и был первым учеником по успеваемости и активности.
Член ВКП(б) с 1919 года. В 1919 будучи студентом физико-математического факультета Казанского университета, направлен в органы юстиции: был членом коллегии правозащитников, следователем губернского ревтрибунала.
В Красной Армии с 1920 года. В июне 1920 мобилизован на Южный фронт политруком роты 135-го стрелкового полка 15-й Инзенской дивизии. Затем стал военным следователем, сражался с корниловцами, участвовал в форсировании Сиваша.
После Гражданской войны работал в военных трибуналах соединений Украинского военного округа. Окончил Харьковский институт советского права (1930) и был назначен на должность военного прокурора легкобомбардировочной авиабригады. Позже служил военным прокурором 14-го стрелкового корпуса и 15-й армии, участвовал в советско-финляндской войне.
В декабре 1939 года был направлен на войну против Финляндии, здесь служил в должности военного прокурора 15-й отдельной армии. За инициативу и решительность, проявленные при штурме Максимансари, был награждён орденом Красного Знамени.
С 1940 — военный прокурор Архангельского военного округа.
Участник Великой Отечественной войны 1941—1945: военный прокурор 28-й и 43-й армий, Воронежского, Северо-Кавказского, 2-го Украинского фронтов. Военный прокурор 28-й и 43-й армий, Воронежского, Северо-Кавказского, 2-го Украинского фронтов. После войны был военным прокурором Московского военного округа, затем до ухода в 1958 в запас служил в должности военного прокурора Московского округа ПВО.
В августе 1941 года прорывался из вражеского окружения с бойцами и командирами 28-й армии, был ранен в бою.
14 февраля 1943 года ему было присвоено звание «Генерал-майор юстиции» (Пост. СНК СССР № 265 от 11.03.1943 г.).

## Награды
- два ордена Ленина (14.02.1943[3], 06.11.1945[4])
- четыре ордена Красного Знамени (1940[5], 21.07.1942[6], 03.11.1944[4], 15.11.1950[4])
- орден Кутузова II степени (28.04.1945)[7]
- орден Богдана Хмельницкого II степени (13.06.1944)[8]
- два ордена Отечественной войны I степени (16.05.1944[9], 06.04.1985[10][11]),
- орден Красной Звезды (28.10.1967)[12]
- медали в том числе:
  - «XX лет Рабоче-Крестьянской Красной Армии» (1938)
  - «За оборону Москвы» (1944)
  - «За оборону Кавказа» (1944)
  - «За Победу над Германией в Великой Отечественной войне 1941—1945 гг.» (1945)
  - «За взятие Будапешта» (1945)
  - «За взятие Вены» (1944)
  - «Ветеран Вооружённых Сил СССР» (1976)
- знак «50 лет пребывания в КПСС»
- револьвер системы «Маузер» № 353557 с надписью «Стойкому защитнику Пролетарской революции от РВС СССР» - За проявленные мужество, энергию и решительность в борьбе против врагов Социалистического Отечества в должности политрука роты и затем помвоенкома 135-го стрелкового полка в 1920 году на Каховском плацдарме на Врангелевском фронте к 10-летию РККА.

## Память
Маузер и фотография Б. И. Алексеева находятся на стенде Экспозиции Каховского плацдарма в пятом зале музея Вооруженных Сил СССР в Москве.